# Carnifex
«Carnifex» (с лат. — «Палач») — дэткор-группа из Сан-Диего (США, Калифорния), сформированная в декабре 2005 года.

## История

### Начало карьеры и дебютный альбом(2005—2008)
Группа Carnifex была основана в конце 2005 года в городе Фоллбрук, Калифорния. Первое творение — одноименная демозапись, включающая в себя пять треков. В сентябре 2006 года, Рик Джеймс и Кевин Варгас покинули группу. Вскоре после этого появились новые участники — Стив МакМахон (бас-гитара) и Трэвис Уайтинг (гитара).
Далее Carnifex выпустили EP в конце 2006 года, под названием «Love Lies in Ashes», который был выпущен This City Is Burning Records. Релиз уже продавался на ITunes, прежде чем группа начала работу над полноценным дебютным альбомом. В июне 2006 года выпустили демо на Enclave Records, в которой было 5 треков. В 2007 выпустили EP альбом «Dead in my arms».
В 2008 году подписались на лейбл Victory Records и выпустили альбом «The Diseased And The Poisoned». На этом же лейбле в 2010 году группа записала свой четвёртый альбом, получивший название «Hell Chose Me», в дополнение к которому вышел бонусный сингл — кавер на песню «Angel Of Death» группы Slayer. Данные материалы распространяются через сеть iTunes.
Carnifex сотрудничают с лейблом This City Is Burning Records и в мае 2007 года выпускают свой дебютный альбом «Dead in My Arms», попутно обновив состав команды. Состав группы во время записи альбома: Скотт Льюис (вокал), Шон Кэмерон (ударные), Кори Арфорд (гитара), Стив МакМахон (бас-гитара). Успех альбома «Dead in My Arms» привлек внимание Victory Records, с которыми группа в том же году подписывает контракт.
После выпуска альбома, группа начинает гастролировать. Во время концертного тура группа выступала с такими группами как Emmure, Whitechapel, MyChildren MyBride. С июля по ноябрь 2007 года был приглашен в группу Джейк Андерсон, в качестве гитариста, и в ноябре же в состав группы вошли Фред Кальдерон (бас-гитара) и Райан Гудмондс (гитара).

### The Diseased and the PoisonedиHell Chose Me(2008—2010)
Второй альбом Carnifex The Diseased and the Poisoned был выпущен 24 июня 2008 года и достиг 19 места в чарте Billboard Top Heatseekers.
С момента выхода «The Diseased and the Poisoned», Carnifex выступили более 22 стран, с такими группами как Black Dahlia Murder, Despised Icon, Obituary, Unleashed, Finntroll, Warbringer, Parkway Drive, Unearth, Architects,Whitechapel, Protest the Hero, Bleeding Through,Darkest Hour и Impending Doom.
28 ноября 2009 года Carnifex закончили запись своего третьего полноформатного альбома «Hell Chose Me», релиз которого состоялся 16 февраля 2010 года. В США за первую неделю было продано 3100 копий.
В поддержку альбома команда отправилась в турне Summer Slaughter 2010 с Unearth, All That Remains и As I Lay Dying.

### Until I Feel Nothing (2011)
26 января 2011 года, вокалист Скотт Льюис объявил, что группа в процессе написания нового альбома;

3 февраля 2011 года группа отправилась на гастроли по США. Они выступали вместе с
Oceano, The Tony Danza Tapdance Extravaganza и Within the Ruins.
24 августа 2011 года, Льюис сделал ещё одно заявление, подтверждающее, что новый альбом будет называться Until I Feel Nothing. Он заявил, что был вдохновлён, слушая предыдущие альбомы, и решил объединить все их стили на одной пластинке.

### Перерыв (2012)
9 октября 2012 года, вокалист Скотт Льюис объявил, что группа даст три финальных концерта в Калифорнии, прежде чем уйти в бессрочный отпуск
С 21-23 декабря 2012 года, группа дала финальные концерты в Калифорнии.
Во время перерыва, Шон Кэмерон со своей женой Дианой ушли в симфоническую метал-группу Unicorn Death.

### Возвращение (2013—настоящее время)
10 июня 2013 группа объявила о своём возвращении. Группа выступит в осеннем туре «Impericon Never Say Die 2013», где они заменят металкор-команду Miss May I.
Так же стало известно, что группа заключила контракт с лейблом "Nuclear Blast".
Группа приступит к записи альбома в июле 2013 года на Audio Hammer Studios (Санфорт, Флорида) со знаменитым продюсером Марком Льюисом (Arsis, The Black Dahlia Murder, Whitechapel, DevilDriver, Deicide, Six Feet Under). Релиз альбома состоялся в первом квартале 2014 года.
9 сентября 2022 года Скотт Льюис объявил, что Нил Тиманн официально присоединился к группе после того, как отыграл с ними вживую в недавних турах, что стало вторым разом, когда группа расширилась до группы из пяти человек. Он также объявил, что в настоящее время группа работает над своим девятым студийным альбомом с Тиманом.

## Состав
Текущий состав
- Скотт Льюис (Scott Lewis) — ведущий вокал (2005-настоящее время)
- Шон Камерон (Shawn Cameron) — ударные, клавишные, программирование (2005-настоящее время)
- Кори Арфорд (Cory Arford) — ритм-гитара, бэк-вокал (2007-настоящее время), соло-гитара (2007; 2020-2022)
- Фред Кальдерон (Fred Calderon) — бас-гитара, иногда бэк-вокал (2007-настоящее время)
- Нил Тиманн (Neal Tiemann) — соло-гитара (2022-настоящее время)

Бывшие участники
- Рик Джеймс (Rick James) — соло и ритм-гитара (2005—2006)
- Кевин Варгас (Kevin Vargas) — басист (2005—2006)
- Трэвис Вайтинг (Travis Whiting) — соло и ритм-гитара (2006—2007)
- Стив МакМахон (Steve McMahon) — бас-гитара (2006—2007)
- Райан Гудмундс (Ryan Gudmunds) — соло-гитара (2007—2012)
- Джордан Локри (Jordan Lockrey) — соло-гитара (2013—2020)

## Дискография
| Студийные альбомы - Dead in My Arms (2007) - The Diseased and the Poisoned (2008) - Hell Chose Me (2010) - Until I Feel Nothing (2011) - Die Without Hope (2014) - Slow Death (2016) - World War X (2019) - Graveside Confessions (2021) - Necromanteum (2023) | EP - Love Lies in Ashes - Bury Me In Blasphemy (2018) Demo - Carnifex |